# Fehérszárnyú szerkő

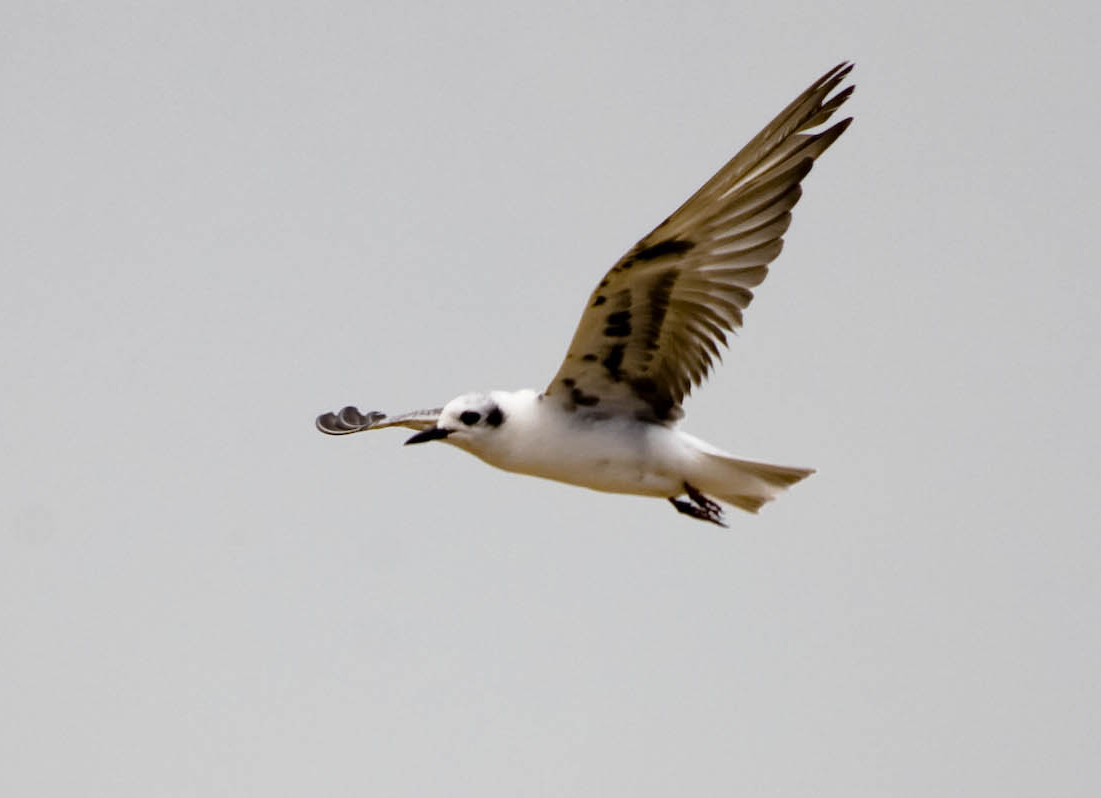
Etiópiában telelő példány téli tollazatban

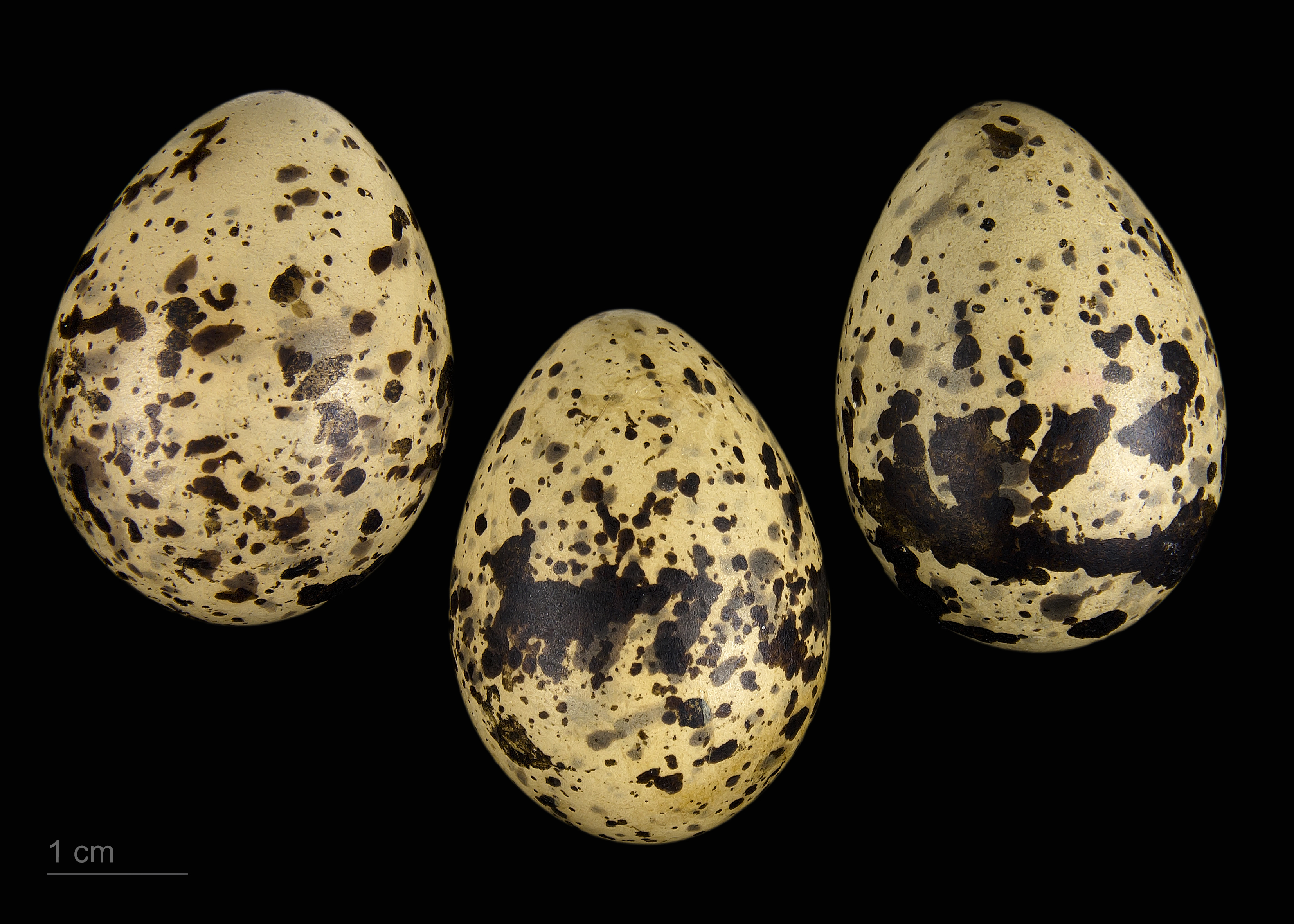
Chlidonias leucopterus

A fehérszárnyú szerkő (Chlidonias leucopterus) a madarak osztályának a lilealakúak (Charadriiformes) rendjébe és a csérfélék (Sterniidae) családjába tartozó faj.

## Előfordulása
Költési területe a Közép-Európától Közép-Ázsiáig terjedő sztyepp zóna. Telelni Közép-Afrikába, Dél-Ázsiába és Ausztráliába vonul.

## Megjelenése
Kicsit kisebb mint a kormos szerkő, testhossza 20–24 cm, szárnyfesztávolsága 50–56 cm. Nászruhában a fej, a nyak, a begy és a has koromfekete, a hát szürke, a szárny nagy része, a farkcsík és a farok fehér. Lábai vörösek. Az elsőéves fiatalok és a kifejlett madarak téli, nyugalmi tollazata a kormos szerkő hasonló fiatal illetve nyugalmi tollazatára emlékeztet; felül szürke és szürkésbarna mintázatú, alul fehér színű. Mint a szerkők többi faja, ez madár is elsősorban röptében figyelhető meg. Jellemző a könnyed, csapongó, fecskeszerű röpkép. Röpte nem olyan nehézkes, mint a sirályoké, és nem bukik víz alá, mint a csérek.

## Életmódja
A víztükör fölött röpködve táplálékát a vízről és a vízinövényzetről szerzi. Főként repülő rovarokat, vízi rovarokat, vízicsigákat és ebihalakat fogyaszt.

## Szaporodása
Telepesen költ egyes szikes mocsarak vízállásos részein. Hínárból és más növényi részekből álló úszó fészkét rendszerint a víztükrön úszó hínárnövényzetre, például kolokánra rakja. A fészekalj 3 tojásból áll. A költési idő 18-19 nap, a fél-fészekhagyó fiókák a 24-25. nap táján válnak röpképessé. Évente egyszer költ.

## Kárpát-medencei előfordulása
Hazánkban áprilistól szeptemberig fordul elő. Rendszeresen, de erősen ingadozó számban költ a Tisza-tó és a Hortobágy térségében.

## Védettsége
Nagy elterjedési területének köszönhetően a Természetvédelmi Világszövetség Vörös Listáján mint kevéssé veszélyeztetett faj szerepel. Európában csökken az állománya. Magyarországon fokozottan védett, természetvédelmi értéke 250 000 Ft.